# Jaume Salvador i Pedrol
 (janvier 2012).
Si vous disposez d'ouvrages ou d'articles de référence ou si vous connaissez des sites web de qualité traitant du thème abordé ici, merci de compléter l'article en donnant les références utiles à sa vérifiabilité et en les liant à la section « Notes et références ».
Pour les articles homonymes, voir Salvador (homonymie).
Jaume Salvador i Pedrol (20 juin 1649 à Barcelone en Espagne - 22 juin 1740) est un botaniste et apothicaire espagnol.

## Biographie
Il est né dans une famille de naturalistes provenant de Calella et qui se sont établis à Barcelone pendant plus de trois siècles.
En 1669, il devient un membre du Collège d’apothicaires de Barcelone. Ensuite, il voyage en France pour continuer ses études. Il étudie à Montpellier, Marseille et Toulouse.
L’époque historique qu’il vit est celle de l’Illustration (XVIIe – XVIIIe siècles). À cette époque, la science botanique n’était pas très commune. Elle était très unie à l’agriculture et à la médecine. Beaucoup de botanistes étaient aussi médecins ou apothicaires. Souvent il y avait des expéditions, surtout en Amérique, pour porter des semences en Europe et on cultivait des jardins botaniques. La fonction de ces jardins était très importante pour les sciences naturelles et c’était un moyen pour la protection et la conservation des plantes d’autour du monde.
En 1681, il accompagne Joseph Pitton de Tournefort durant son voyage d'étude à travers la péninsule ibérique
Vers 1720 Jaume Salvador i Pedrol et ses fils Joan et Josep construisent un jardin botanique à la ville de Sant Joan Despí (à la banlieue de Barcelone). Ce jardin devient un centre d’intérêt international. Il y a des documents  qui montrent que l’état espagnol a soutenu ce jardin pendant le Règne de Charles III. Quelques années après, le jardin a été abandonné et finalement il a disparu.
Jaume Salvador i Pedrol meurt le 22 juin 1740. À la ville de Sant Joan Despí il y a un lycée qui porte son nom comme hommage à son travail et sa vie.

## Source
Résumé du livre Jaume Salvador i Pedrol écrit par le professeur Alexandre Sanvisens